# Real Fuerza Aérea Australiana
La Real Fuerza Aérea Australiana (en inglés: Royal Australian Air Force, abreviada como RAAF) es la fuerza aérea de la Fuerza de Defensa Australiana.

## Historia
La RAAF fue creada en marzo de 1912 como resultado de la Conferencia Imperial de Londres de 1911. En ella, se decidió que la aviación debía ser incluida en las Fuerzas armadas del Imperio británico. Australia fue el primer país que llevó a la práctica la decisión con la aprobación para la creación de una escuela de vuelo, la Escuela principal de vuelo de la RAAF (Central Flying School RAAF), en Point Cook, Victoria, el 22 de octubre de 1912.
No obstante, la fuerza aérea como tal, no se constituyó hasta 1921 de forma completamente independiente y teniendo en sus inicios al Cuerpo Aéreo Australiano (Australian Flying Corps, 1912). Fue la segunda fuerza aérea oficial del Imperio Británico después de la RAF.
La RAAF ha participado en muchos de los mayores conflictos del siglo XX incluyendo la Primera y la Segunda Guerra Mundial, la guerra de Corea y la guerra de Vietnam. Más recientemente la RAAF participó en la Invasión de Irak de 2003.

## Lema
El lema del escudo de armas de la RAAF es la frase en latín «Per Ardua ad Astra» (en español A través de la dificultad hasta las estrellas), cuya traducción en inglés que el Departamento de defensa hace es «Through Struggle to the Stars» (A través de la lucha hasta las estrellas), y que es el mismo que usa la Royal Air Force, aunque ambos difieren ligeramente en la traducción al inglés usando «adversidad» en lugar de «lucha», una traducción más cercana al significado literal del latín.

## Aeronaves
En 2011, las siguientes aeronaves eran operadas por la RAAF:
| Tipo                                      | Aeronave                              | Modelos            | En servicio        | Origen             | Notas                                               | Imagen             |
| Aviones de Combate                        | Aviones de Combate                    | Aviones de Combate | Aviones de Combate | Aviones de Combate | Aviones de Combate                                  | Aviones de Combate |
| ----------------------------------------- | ------------------------------------- | ------------------ | ------------------ | ------------------ | --------------------------------------------------- | ------------------ |
| Cazabombardero                            | McDonnell Douglas F/A-18 Hornet       | F/A-18A F/A-18B    | 83 47              | Estados Unidos     | Serán reemplazados por 100 F-35 Lightning II        |                    |
| Caza Polivalente                          | Boeing F/A-18E/F Super Hornet         | F/A-18E F/A-18F    | 53 12              | Estados Unidos     |                                                     |                    |
| Aviones de Entrenamiento                  |                                       |                    |                    |                    |                                                     |                    |
| Entrenamiento en combate y ataque ligero  | BAE Systems Hawk                      | Hawk 127           | 33                 | Reino Unido        |                                                     |                    |
| Entrenamiento Avanzado                    | Pilatus PC-9                          | PC-9M              | 65                 | Suiza              | Producidos bajo licencia por de Havilland Australia |                    |
| Entrenamiento                             | Beechcraft Super King Air             | B300               | 8                  | Estados Unidos     |                                                     |                    |
| Aviones de Transporte Y Patrulla Marítima |                                       |                    |                    |                    |                                                     |                    |
| Reabastecimiento en vuelo y transporte    | Airbus A330 MRTT                      | A330-203MRTT       | 7                  | Unión Europea      |                                                     |                    |
| Transporte Táctico                        | Lockheed C-130 Hercules               | C-130H             | 8                  | Estados Unidos     |                                                     |                    |
| Transporte Táctico                        | Lockheed Martin C-130J Super Hercules | C-130J-30          | 12                 | Estados Unidos     |                                                     |                    |
| Transporte Estratégico                    | Boeing C-17 Globemaster III           | C-17A              | 5                  | Estados Unidos     | 1 en orden                                          |                    |
| Patrullaje Marítimo y ASW                 | Lockheed P-3 Orion                    | P-3C AP-3C         | 3 18               | Estados Unidos     | 1 en orden                                          |                    |
| Transporte Mediano                        | de Havilland Canada DHC-4 Caribou     | DHC-4              | 10                 | Canadá             |                                                     |                    |
| Transporte VIP                            | Boeing Business Jet                   | BBJ 737            | 2                  | Estados Unidos     |                                                     |                    |
| Transporte VIP                            | Bombardier Challenger 600             | CL 604             | 4                  | Canadá             |                                                     |                    |
| Guerra electrónica:                       | Boeing EA-18G Growler                 |                    | 4                  | Estados Unidos     | 4 recibidos de 12 pedidos                           |                    |